# Листопад 2003
Листопад 2003 — одинадцятий місяць 2003 року, що розпочався у суботу 1 листопада та закінчився у неділю 30 листопада.

## Події
- 11 листопада — Toyota перегнала Ford і стала другим у світі за величиною виробником автомобілів після General Motors.
- 17 листопада — Арнольд Шварценеггер вступив на посаду губернатора Каліфорнії (США).
- 19 листопада — стали відомі останні п'ять країн, що будуть виступати на чемпіонаті Європи з футболу 2004. Серед них Латвія, яка досить несподівано здолала Туреччину з рахунком 3-2 за сумою двох матчів.